# Bernd Euscher
Bernd Euscher (* 1957 in Wuppertal) ist ein deutscher Filmeditor. Seit 1987 ist er verantwortlich für die Montage von Kinospielfilmen, Kinodokumentarfilmen und TV-Produktionen. Er studierte u. a. Dokumentarfilmregie bei Krzysztof Kieślowski am Künstlerhaus Bethanien in Berlin.
Euscher ist Mitglied der Deutschen Filmakademie, der European Film Academy und im Bundesverband Filmschnitt Editor e. V. (BFS).

## Filmographie
- 1987: Heimkehr – Von Berlin nach Lima
- 1988: Als die Liebe laufen lernte. Die Aufklärungsrolle
- 1990: All of me
- 1990: Die Aufklärungsrolle – Als die Liebe laufen lernte II
- 1991: Winternachtstraum
- 1992: Schatten der Angst
- 1992: Mörderische Entscheidung (TV) Sound Design
- 1993: Balagan
- 1995: Das Geheimnis
- 1996: Die Überlebenden
- 1997: Zugvögel … Einmal nach Inari
- 1998: Just Married
- 2001: Verdammte Gefühle (TV)
- 2001: Annas Sommer
- 2001: Die Camper (Fernsehserie, fünf Folgen)
- 2002: Mord an Bord (TV)
- 2002: Ninas Geschichte
- 2002: Wilsberg: Wilsberg und der stumme Zeuge (TV)
- 2003: Massacre
- 2003: Mitfahrer – Jede Begegnung ist eine Chance
- 2005: Playa del Futuro
- 2005: Die Pathologin (TV)
- 2005: Klassenleben (Dokumentarfilm)
- 2006: Blond: Eva Blond! – Der sechste Sinn (TV)
- 2007: KDD – Kriminaldauerdienst – 2. Staffel (TV)
- 2007: Dem kühlen Morgen entgegen
- 2007: 2030 – Aufstand der Alten
- 2008: Der entsorgte Vater (Dokumentarfilm)
- 2009: KDD – Kriminaldauerdienst – 3. Staffel (TV)
- 2010: Polizeiruf 110: Aquarius
- 2011: Über uns das All
- 2011: Boxeo Constitución
- 2012: Doppelleben
- 2012: Dear Courtney
- 2013: Qissa. Der Geist ist ein einsamer Wanderer (Qissa: The Tale of a Lonely Ghost)
- 2014: Vergiss mein Ich
- 2014: Heart Bargain
- 2015: Marie Brand und der schöne Schein (TV)
- 2015: La buena vida – Das gute Leben
- 2015: Mülheim Texas – Helge Schneider hier und dort
- 2016: Seit Du da bist
- 2016: Shot in the Dark
- 2017: Wunschkinder
- 2017: Die Neue Nationalgalerie
- 2017: Macht euch keine Sorgen!
- 2018: Weitermachen Sanssouci
- 2018: Polizeiruf 110: Das Gespenst der Freiheit
- 2019: Nimm Du ihn
- 2020: Tatort: In der Familie Teil 2
- 2020: Rivale
- 2020: Jackpot
- 2022: Die Glücksspieler (Mini-Serie)